# LUNAR-A
LUNAR-A（ルナーA）は、宇宙航空研究開発機構 (JAXA) により開発されていた月探査機。搭載するペネトレータ（槍状の観測装置）が月の地下1 - 3mに貫入し、月地下の組成や月振を観測するプロジェクトで、実現すれば日本で最初の本格的な月探査機であった。
1990年（平成2年）のミッション選定当時は1995年（平成7年）の打ち上げを目指していたものの、ペネトレータのフライトモデルの開発が大幅に遅延。2007年1月15日、計画中止の方針が示された。

## 概要
LUNAR-A計画は日本初の本格的な月探査プロジェクトとして計画されていた。なお、日本の探査機としてはLUNAR-A以前にひてん・はごろもが月周回軌道に乗ったが、これらの主目的はスイングバイ等の軌道制御技術の習得で、月探査については簡単な宇宙塵の観測や写真撮影を行った程度だった。
月探査を行うため、LUNAR-Aは月面に「ペネトレータ」と呼ばれる槍状の観測装置を投下し、地中の約2メートル前後の深さまで潜り込ませるという手法を取っていた。ペネトレータには地震計と熱流量計が搭載されており、投下された2本のペネトレータによって月の内部構造を調査する。一方、母機のほうは、月周回軌道を周り、ペネトレータから情報を収集するだけでなく、搭載されているカメラ (LIC) によって月表面を撮影する。以上のような方法で、月の内部と外部を約1年に渡って観測することが計画されていた。
これまでの月探査では、主として月の表面の地形や岩石など、地質の調査しか行われていなかった。それに対して、LUNAR-Aではペネトレータで観測器を打ち込み、月の内部を直接探査するので、その起源と進化を研究するためのデータが数多く得られることが期待されていた。
また、アメリカのアポロ計画やソ連のルナ計画（初期のものを除く）などの場合、できる限り衝撃の少ない方法で月面に着陸機を降ろすため、探査機は月に軟着陸したが、LUNAR-Aの場合は月面に観測装置を直接落とすため、減速するためのロケットや制御装置も小型で済み、探査機の小型化が可能になるという利点があった。
なお、LUNAR-Aを月周回軌道に投入する飛翔マニューバーは、工学実験衛星ひてんで開発されたものを採用する予定であった。これは地球周回軌道の遠地点高度を高度150万km付近にまで上げることにより、地球からの重力の影響を最小限とした遠地点付近で太陽による摂動を利用して近地点高度を上げ、月公転軌道に近い軌道に探査機を投入すると言うものである。

## 計画の中止
1995年度の打ち上げを目指し1991年から開発が始まったが、探査機本体（1997年に完成）及び、本プロジェクトの目玉であるペネトレータの開発に手間取り、さらに推進剤 / スラスターのリコールなどもあって計画が遅れ、2004年以降、打ち上げ時期が未定な状態が続いていた。さらに、本探査機を打ち上げる予定であったM-Vロケットも2006年7月に廃止が決定され、本探査機に使用される予定であったM-Vロケット2号機も、部品が他のロケットに流用されてしまい、使用不可となった。このため、打ち上げ手段も未定となり、これらの状況から計画中止が危ぶまれていた。
2007年1月10日、JAXAは現状の報告を行い、同月15日、本計画を中止し、別の方法による月探査の実施を目指すとした見直し案を、文部科学省宇宙開発委員会推進部会に提出した。先述のペネトレータの開発の遅延のため、母船に使用した機材の接着剤の劣化が進んだなど、計画の見通しの甘さが響いた形となった。ペネトレータそのものの開発は目処が立っており、今後はJAXAで打ち上げを計画している別の月または惑星探査機や、他国の衛星に搭載する方針が示された。中でも、ロシアが2010年代前半に打ち上げる予定の「ルナグローブ」探査機 (Luna-Glob) に、日本で開発されたペネトレータを搭載することは有力な案として検討が行われた。ロシア側との接触は2004年にLUNAR-Aをロシアが提供するロケットで打ち上げることが協議されたことを端緒とする。ロスコスモスはロケットの費用をロシア側で捻出することはできないとし、日本側がソユーズロケットとフレガートを購入する必要があるとした。より廉価なロコットを使ってLUNAR-Aと日本製の固体燃料の離脱ステージを地球周回軌道に打ち上げる案も検討されたが、これもロシア側の予算が得られず実現しなかった。2006年11月からは日本のペネトレータ4本をロシアの月探査機ルナグローブに搭載する案が検討され、2010年8月にはペネトレータの貫入試験が行われたが、10月に同試験の結果が確認されペネトレータが完成した時点では既にルナグローブの探査機構成が確定しており、搭載は間に合わなくなっていた。
このLUNAR-A計画に使用される予定であったM-Vロケット2号機は、2008年10月から、神奈川県相模原市のJAXA相模原キャンパス（宇宙科学研究本部）にて展示されている。
JAXAの念願だった月探査に関しては、2007年に打ち上げられたかぐやで達成されることになった。またLUNAR-Aのために開発された地震計は2028年打ち上げ予定のNASAのタイタン探査機ドラゴンフライに採用され観測装置DraGMetの一部として使用される。
実現しなかったペネトレータはその後、地球向けに人の立ち入りが困難な場所へ地震計などを設置するための技術として火山や南極での試験が行われている。2024年現在はペネトレータによって南極の白瀬氷河の流動を観測する計画が進行している。南極観測用ペネトレータは地震計の他にGPSとインフラサウンドセンサーが搭載されている。また今後の月惑星探査でのペネトレータの採用も模索されている。